# Shawnee National Forest

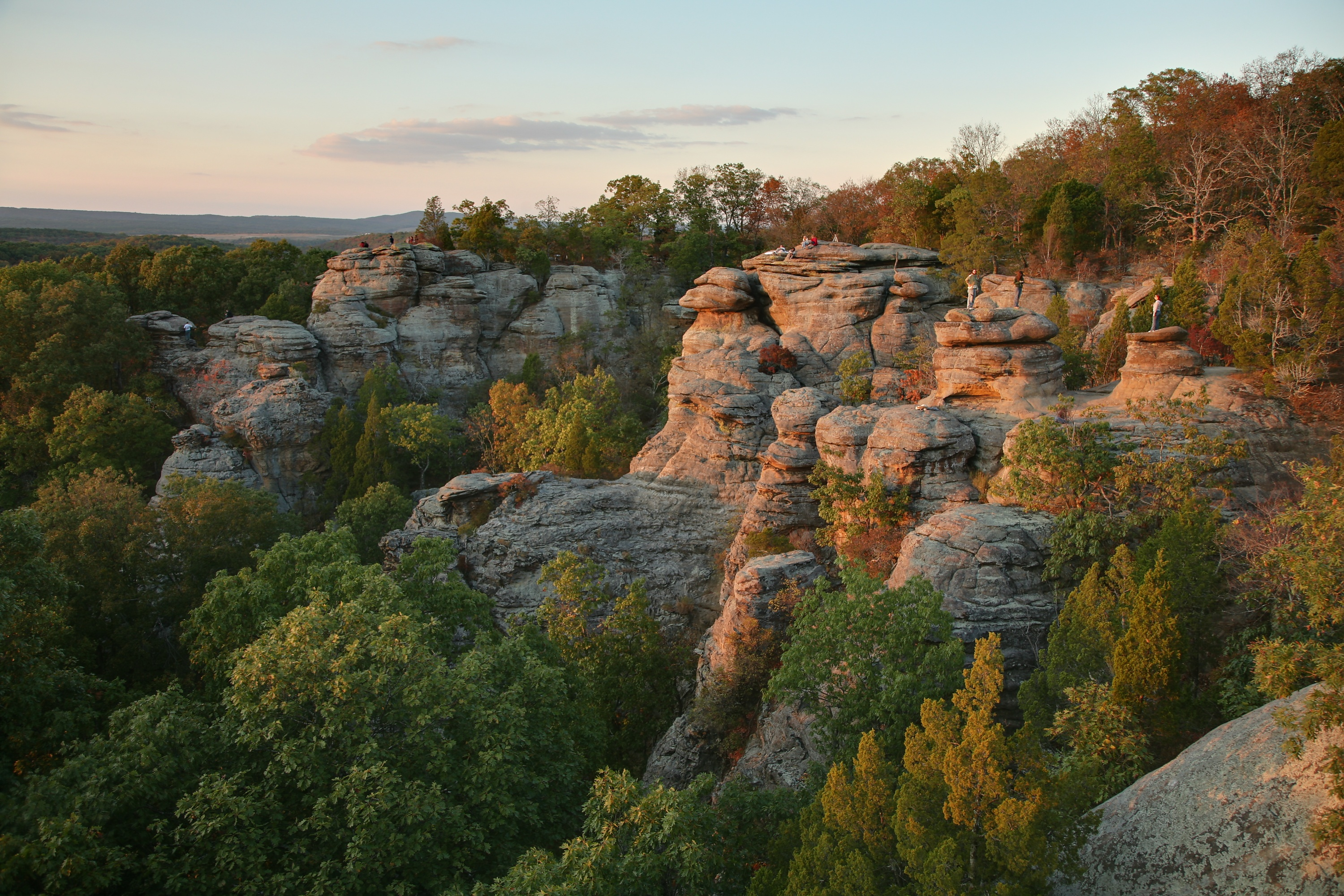
Garden of the Gods im Shawnee National Forest

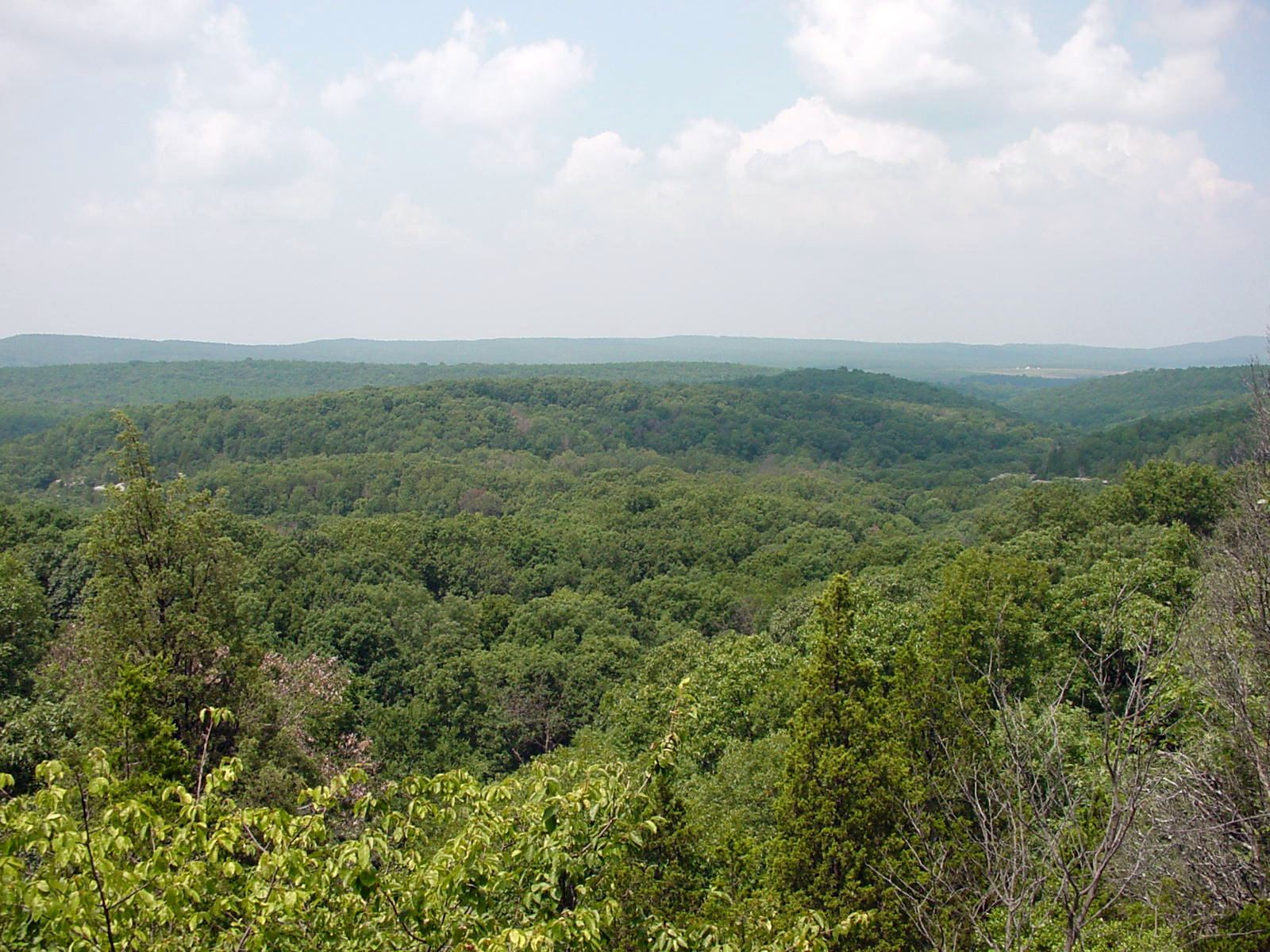
Ausblick auf den Wald

Der Shawnee National Forest ist ein Nationalforst in den Vereinigten Staaten von Amerika. Er liegt in den Ozark und Shawnee Hügeln von Süd-Illinois und umfasst zirka 1100 km². Die Forstverwaltung befindet sich in Harrisburg (Illinois).

## Geschichte
Hervorgehend aus den Illini und Shawnee Landkäufen wurde im September 1939 der Shawnee National Forest von President Franklin D. Roosevelt als Nationalforst deklariert.
Ein Großteil des in den ersten zehn Jahren für den Nationalforst akquirierten Landes war durch landwirtschaftliche Nutzung ausgelaugt. In den 1930er und 1940er Jahren wurden durch das Civilian Conservation Corps Pinienbäume zur Erosionsprävention und den Bodenaufbau gepflanzt. Der Forst beheimatet jedoch auch viele für die Region typische Hartholzbäume, Tier- und Pflanzenarten.
Im Jahr 2006 wurde durch den Forest Service ein neuer Managementplan für den Shawnee National Forest erarbeitet, mit dem Ziel die Biodiversität im Waldgebiet zu erhalten und zu verbessern.

## Geologie
Während der Illinoskaltzeit (vor etwa zwischen 352.000 und 132.000 Jahren) bedeckte der Laurentidische Eisschild bis zu 85 % der Fläche von Illinois. Der Südrand dieses Eisschildes befand sich im heutigen Gebiet des Shawnee National Forest. 
Durch die Auswaschungen während der Kaltzeit ist die Garden Of The Gods Wilderness (Garten der Götter) entstanden, eine markante Sandstein-Formation, die die Baumgipfel überragt und als Aussichtspunkt genutzt wird. Die kugelförmigen Felsen können mit etwas Fantasie als überdimensionale Köpfe oder Tiere (Camel Rock) erkannt werden. Verschiedene Wander- und Reitwege erschließen diese beliebte Attraktion im National Forest.